# Antonio Caula y Concejo
Antonio de Caula y Concejo (1842/1847 - ca.1927) fue un pintor y acuarelista español especializado en retratos y paisajes de marinas con navíos de la armada española.

## Biografía
Comenzó su entrenamiento en las Escuelas de Bellas Artes de La Coruña y San Fernando de Madrid, fue discípulo de T. Vidal y Juan Pérez Villaamil. Él regularmente envió sus obras para competiciones y exposiciones, para los Bellas Artes Nacionales y Exposición Universal de Barcelona, en 1888, entre otros.
Trabajó como dibujante para la sección de ingenieros del Ministerio de Marina entre 1878 y 1888, y fue nombrado pintor conservador y restaurador del Museo Naval en 1908.
Se especializó en retratos, haciendo varios de Alfonso XII, pero la mayor parte de su trabajo fue conectado al mar, con gran conocimiento reflejando los diferentes tipos de navíos de la armada española. Este tipo de pintura documental fue importante y característico registro histórico, estas vistas panorâmicas que recogen varios navíos o una esquadra reunidos por ocasión de algún acto oficial o efemérides, del cual son paradigmáticos algunas pinturas de Antonio de Caula y Concejo. Este artista pasó de estudios náuticos para pintura haciéndose un jinete del rey Alfonso XII y llegó a ser condecorado con la Cruz del Mérito Naval.
Sus pinturas fueron exhibidas en la Nacional de Bellas Artes (1878) y en la Universal de Barcelona (1888). En el momento, parte de su trabajo puede ser visto en el Museo Naval de Madrid, en el Museo del Prado, en Senado o en la ciudad de Barcelona.

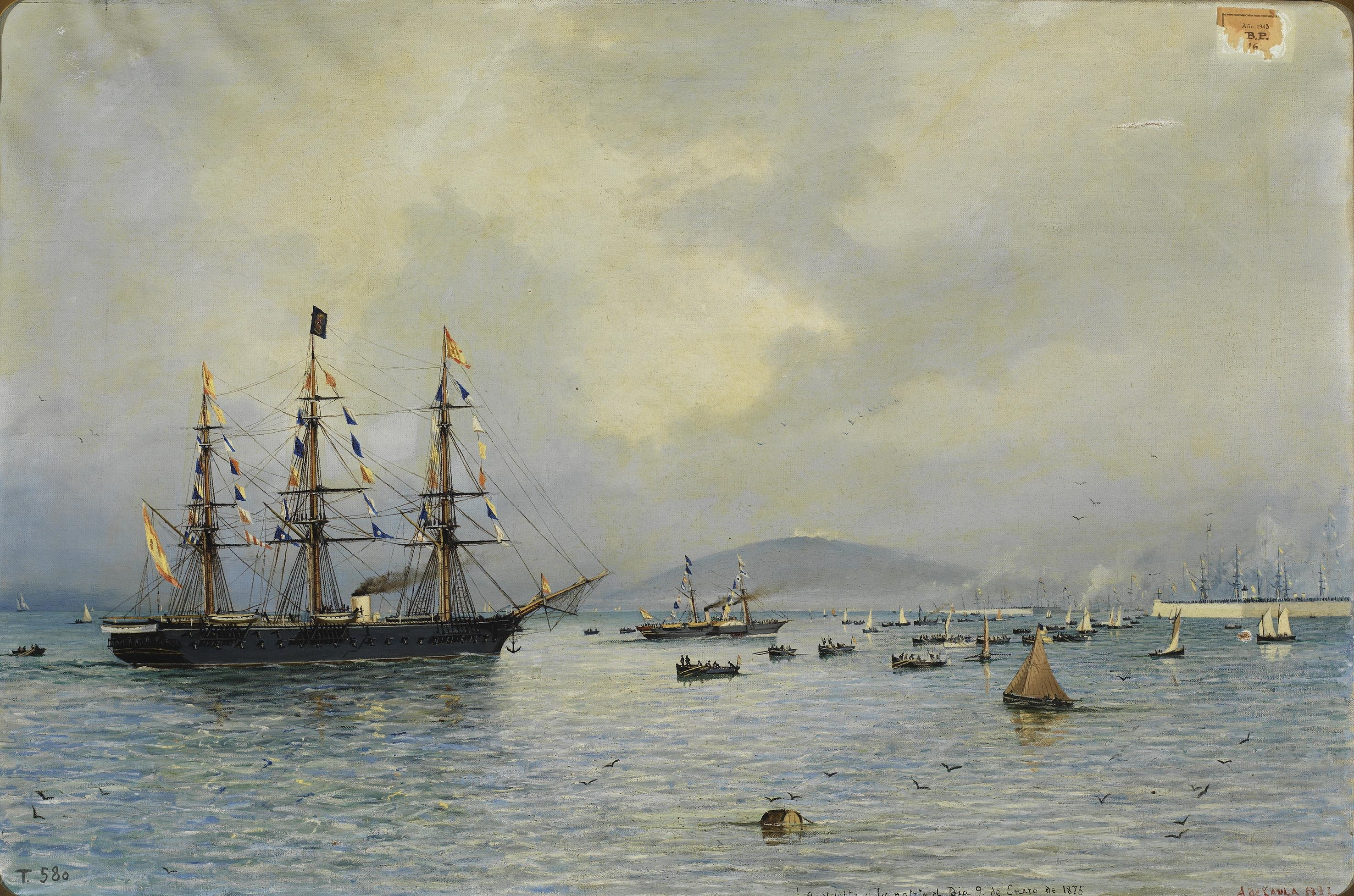
La vuelta a la patria el día 9 de enero de 1875. Óleo sobre lienzo, 1882 (Museo Nacional del Prado).

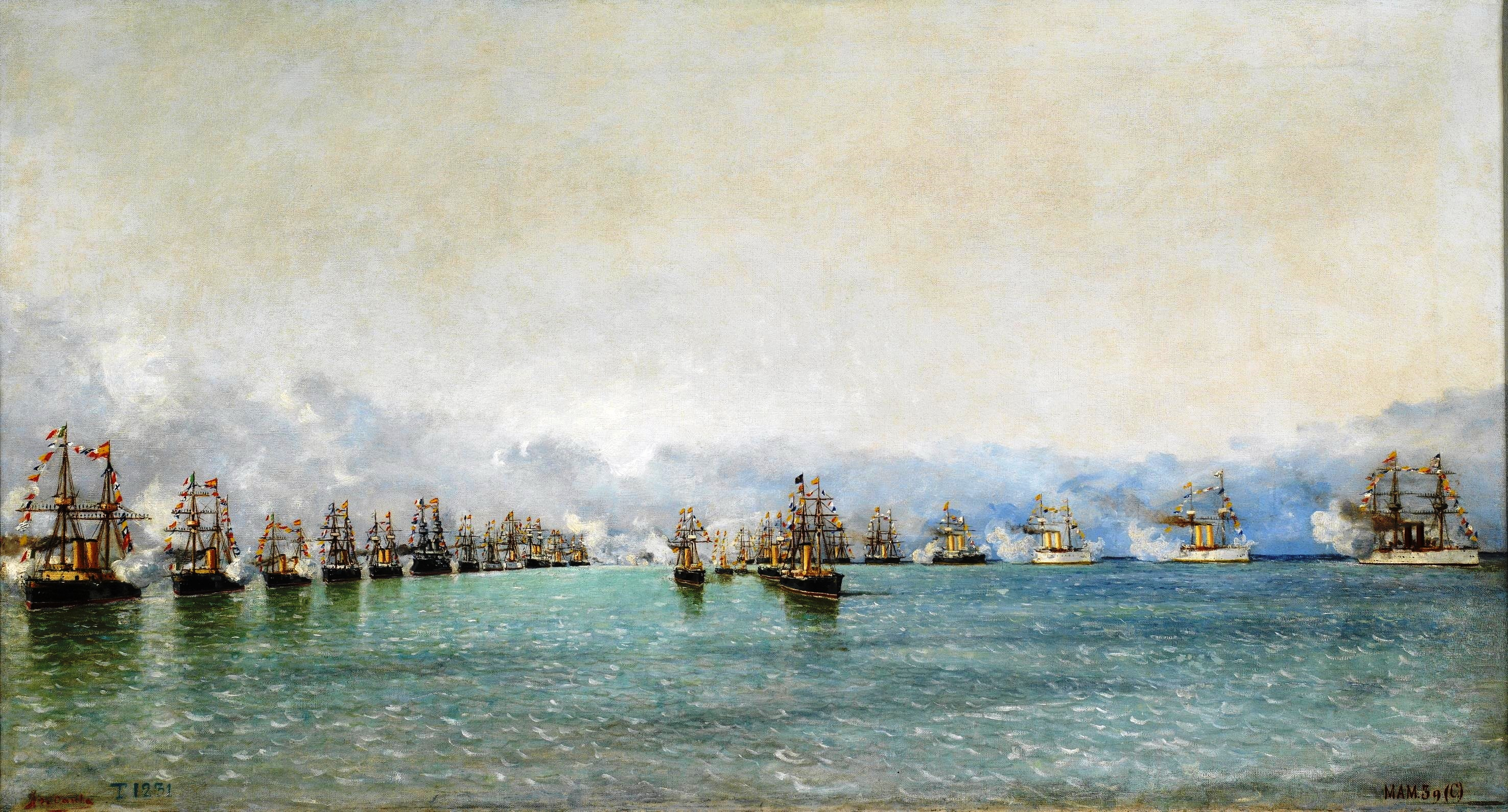
A rumbo. Óleo sobre lienzo, ca. 1895 (Museo Nacional del Prado).

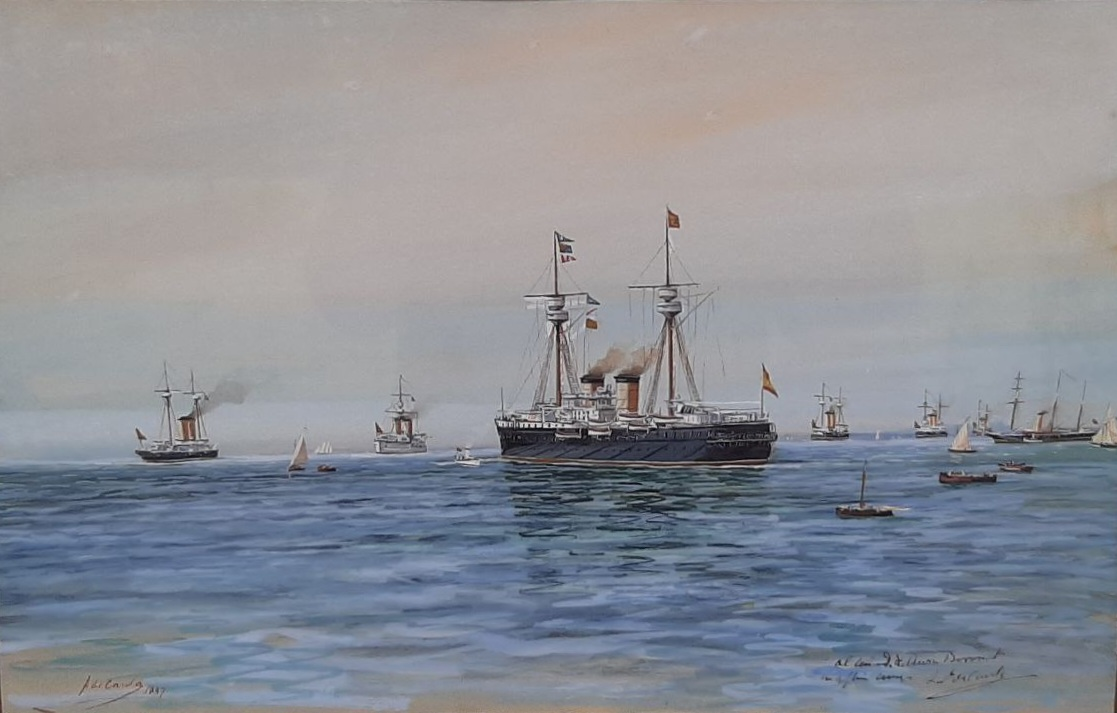
Marina con yates. Pastel sobre papel, 1897 (colección particular).

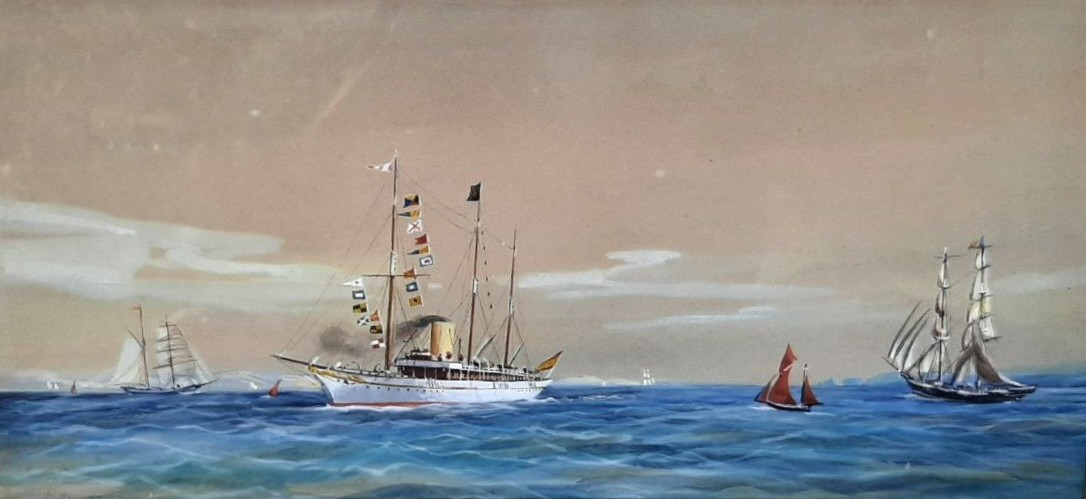
Marina representando el yate Giralda y balandros. Gouache sobre cartón, ca. 1900-1912 (colección particular).

Entre 1887 y 1889, De Caula grabó tres patentes (En el. 7403, En el. 8099 y En el. 10034) para un sistema de señalización náutica, para que los navíos pudieran comunicarse unos con los otros o con el continente, fuera de día o de noche. El método fue basado en la atribución de tres cifras (1, 2 y 3) con muchas banderas de diferentes formas y colores. Esas patentes tuvieron vida corta, porque esas señales no eran corrientes o expiraron por no cumplir el proceso de implementación.